# Cilaos
Cilaos es una comuna francesa situada en el departamento de Reunión, en la región de Reunión.
Se asienta sobre un circo natural y sus principales actividades son el turismo, la viticultura y el cultivo de lentejas. En Cilaos se produce el vino de Cilaos. 
El gentilicio francés de sus habitantes es Cilaosiens y Cilaosiennes.

## Situación
La comuna está situada en el centro de la isla de Reunión.

## Demografía
| Gráfica de evolución demográfica de Cilaos entre 1961 y 2021 |
|                                                              |

Fuente: Insee

## Comunas limítrofes
| Noroeste: Trois-Bassins | Norte: Saint-Paul y Salazie | Noreste: Salazie y Saint-Benoît |
| Oeste: Saint-Leu        |                             | Este: Saint-Benoît y Entre-Deux |
| Suroeste Les Avirons    | Sur: Saint-Louis            | Sureste: Entre-Deux             |

## Ciudad hermanada
- Chamonix-Mont-Blanc,  Francia